# Машино (Ленинградская область)
Ма́шино — деревня в Лисинском сельском поселении Тосненского района Ленинградской области.

## История
На карте Санкт-Петербургской губернии Ф. Ф. Шуберта 1834 года упоминается деревня Машина при мызе Генерала Галюс.

МИШИНА — деревня принадлежит Гаюс, генерал-майорше, число жителей по ревизии: 21 м. п., 25 ж. п.; При ней господский дом (1838 год)

На карте Ф. Ф. Шуберта 1844 года отмечены: деревня Машина и мыза Машино.

МАШИНО — деревня господина Гаюс, по просёлочной дороге, число дворов — 4, число душ — 21 м. п. (1856 год)

МАШИНО — мыза владельческая при речке Лустовке, число дворов — 1, число жителей: 2 м. п., 4 ж. п.

МАШИНО — деревня владельческая при речке Лустовке, число дворов — 4, число жителей: 18 м. п., 23 ж. п. (1862 год)

Согласно материалам по статистике народного хозяйства Царскосельского уезда 1888 года имение Машино площадью 846 десятин принадлежало купцу И. И. Гейнеману, имение было приобретено в 1879 году за 10 500 рублей.
В конце XIX века деревня административно относилась к Лисинской волости 1-го стана Царскосельского уезда Санкт-Петербургской губернии, в начале XX века — 4-го стана.
По данным «Памятной книжки Санкт-Петербургской губернии» за 1905 год мыза Машино площадью 657 десятин принадлежала турецкому подданному Андрею Андреевичу Блоку.
На карте 1913 года рядом с деревней Машино обозначены Мыза и Кирпичный завод.
Согласно военно-топографической карте Петроградской и Новгородской губерний издания 1917 года деревня называлась Машина и насчитывала 7 крестьянских дворов. Деревня находилась на восточном краю Рубковского болота. Рядом с деревней обозначена Мыза.
С 1917 по 1923 год деревня Машино входила в состав Машинского сельсовета Лисинской волости Детскосельского уезда.
С 1923 года в составе Троцкого уезда.
Согласно данным переписи населения СССР 1926 года в деревне Машино проживал 131 человек, все русские.
С 1927 года в составе Детскосельского района. В 1927 году население деревни Машино составляло 133 человека.
С 1930 года в составе Тосненского района.
Согласно топографической карте 1931 года деревня насчитывала 12 дворов.
По данным 1933 года деревня Машино входила в состав Машинского сельсовета Тосненского района с административным центром в деревне Лисино.

План деревни Машино. 1939 год

Согласно топографической карте 1939 года деревня насчитывала 13 крестьянских дворов.
С 1 сентября 1941 года по 31 декабря 1943 года деревня находилась в немецкой оккупации.
По данным 1966 и 1973 годов деревня Машино также находилась в составе Машинского сельсовета с административным центром в посёлке Лисино-Корпус.
По данным 1990 года деревня Машино находилась в составе Лисинского сельсовета.
В 1997 году в деревне Машино Лисинской волости проживал 1 человек, в 2002 году — 5 человек (русские — 60 %, белорусы — 40 %).
В 2007 году в деревне Машино Лисинского СП — 5 человек.

## География
Деревня расположена в западной части района на автодороге 41К-859 (подъезд к дер. Машино — Турово), к востоку от центра поселения посёлка Лисино-Корпус.
Расстояние до административного центра поселения — 15 км.
Расстояние до ближайшей железнодорожной станции Лустовка — 6 км.
Деревня находится на правом берегу реки Лустовка.

## Демография
| 1862 | 2007 | 2010 | 2017 |
| ---- | ---- | ---- | ---- |
| 47   | ↘5   | ↗16  | ↘8   |